# Doris Wishman
Doris Wishman (New York, 1 juli 1912 - aldaar, 10 augustus 2002) was een Amerikaanse sexploitation regisseuse. Ze was een van de bekendste namen binnen dit genre en daarbinnen een invloedrijke vrouwelijke regisseuses.

## Beginjaren - nudisme
Wishman was een overtuigd nudist en maakte dat het hoofdonderwerp van haar eerste film, genaamd Hideout in the Sun (1961). Hierna zou ze nog acht van deze nudistenfilms maken, tot op een punt dat de films niet meer verkoopbaar waren.

## Gloriejaren - sexploitation
Ze begon in 1965 te werken binnen de sexploitation onder het pseudoniem Louis Silverman. In deze kringen werd haar werk goed ontvangen. Al vrij snel maakte ze Bad Girls go to Hell (1965) wat door velen als haar beste film wordt gezien. Andere populaire films van haar uit de periode 1965-1968 waren Another Day, Another Man (1966), A Taste of her Flesh (1967), Indecent Desires (1967) en Too Much Too Often! (1968).

## Herontdekking en overlijden
In de jaren zeventig begon haar populariteit af te nemen, mede door de commercialisering van seks met films als Deep Throat en Emmanuelle. Ze maakte gedurende de jaren zeventig nog enkel sleazy low-budget horrorfilms, maar kon moeilijk de financiering van haar films rondkrijgen. Toen haar carrière in de jaren tachtig/negentig bijna over leek te zijn, begonnen haar films opeens cultstatus te krijgen. Ze maakte begin van deze eeuw nog vier films (waarvan een na haar dood uitgebracht) en stierf in 2002 aan een maligne lymfoom.

## Stijl
Haar films volgden vaak dezelfde plot en gingen over een groep gevoelige prostituees die de liefde bij elkaar zoeken. Omdat deze films bijna altijd vanuit een vrouwelijk perspectief werden verteld, worden ze vaak als feministisch beschreven. Wishman had een herkenbare stijl: veel van haar films waren zwart/wit en ze maakte vaak gebruik van close-ups van de huid, de benen en het gezicht van de actrices. 
- Biblioteca Nacional de España: XX5594156
- Gemeinsame Normdatei: 1247085988
- Library of Congress Control Number: no2002099753
- MusicBrainz: 67183952-4b0c-46eb-9d83-e1ea9561736a
- Virtual International Authority File: 26741092
- WorldCat: E39PBJtRGM6WQTg8yMc4wvmTpP